# Henning Stichtenoth
Henning Stichtenoth (3 de novembro de 1944) é um matemático alemão.
Stichtenoth obteve um doutorado em 1972 na Universidade de Heidelberg, orientado por Peter Roquette, com a tese Über die Automorphismengruppe eines algebraischen Funktionenkörpers von Primzahlcharakteristik. Foi ate 2007 professor da Universidade de Duisburg-Essen. É atualmente professor da Universidade Sabancı em Istanbul.

## Obras
- Algebraic Function fields and Codes, Springer, Universitext 1993, 2. Ed, Graduate Texts in Mathematics, 2009
- com Arnaldo Garcia (Ed.): Topics in Geometry, Coding theory and Cryptography, Springer 2006 (por Garcia, Stichtenoth: Explicit towers of function fields over finite fields)
- com Gary Mullen, Alain Poli (Ed.): Finite Fields and Applications, Springer, Lecturenotes in Computerscience (Konferenz Toulouse 2003)
- com Michail Zfasman (Ed.): Coding theory and algebraic geometry, Lecturenotes in Mathematics, Vol. 1518, 1991, Springer Verlag